# Conklin (Nowy Jork)
Conklin – miasto w Stanach Zjednoczonych, w stanie Nowy Jork, w hrabstwie Broome.